# Christian Kalainski
Christian Kalainski (* 1. April 1961) ist ein ehemaliger deutscher Fußballspieler. In der Saison 1982/83 spielte er für Chemie Böhlen in der DDR-Oberliga, der höchsten Spielklasse im DDR-Fußball.

## Sportliche Laufbahn
Bis 1979 spielte Christian Kalainski in der Juniorenmannschaft der Betriebssportgemeinschaft (BSG) Stahl Eisenhüttenstadt. Zur Saison 1979/80 wurde er als Mittelfeldspieler in den Kader der 1. Männermannschaft aufgenommen, die in der zweitklassigen DDR-Liga vertreten war. Mit seinen 19 Einsätzen in den 22 Punktspielen und drei erzielten Toren spielte sich Kalainski sofort in die Stammelf hinein. Im Sommer 1980 wechselte er zum Ligakonkurrenten BSG Chemie PCK Schwedt. Dort war er zwei Spielzeiten lang und wurde auch in der neuen Mannschaft mit seinen 36 DDR-Liga-Spielen und sieben Toren zum Stammspieler. Zur Saison 1982/83 erschien Kalainski als Neuzugang beim Oberligisten Chemie Böhlen. Den Sprung in die Spitzenliga bewältigte er problemlos, er wurde von Beginn an in den Oberligaspielen eingesetzt. Bis zum Saisonende kam er als Mittelfeldspieler auf 23 Spiele und erzielte in der Begegnung des 11. Spieltages Chemie Böhlen – Wismut Aue (4:0) sein einziges Oberligator. Als Chemie Böhlen nach der Saison absteigen musste, kehrte Kalainski wieder zu Chemie PCK Schwedt zurück, wo er 1983/84 20 DDR-Liga-Spiele absolvierte und mit neun Treffern Torschützenkönig der Mannschaft wurde. Da von der Saison 1984/85 die DDR-Liga nur noch mit zwei statt mit fünf Staffeln ausgetragen wurde, musste Böhlen trotz eines 7. Platzes in die Bezirksliga absteigen. Kalainski blieb der BSG treu, verhalf ihr 1987 zur Bezirksmeisterschaft, kehrte aber nicht mehr in den höherklassigen Spielbetrieb zurück. Seine Bilanz nach sechs Jahren: 23 Oberligaspiele mit einem Tor, 75 Spiele in der DDR-Liga mit 20 Toren. Nach seiner Laufbahn als aktiver Fußballer trainierte Kalainski unterklassige Vereine, u. a. in Schwedt/Oder, Marienwerder, Angermünde und Eberswalde.